# Helogenes
 Helogenes  ist die einzige Gattung der Unterfamilie der Helogeneinae innerhalb der Walwelse (Cetopsidae). Es handelt sich um Süßwasserfische des tropischen Südamerikas.

## Merkmale
Helogenes sind kleine, höchstens sieben Zentimeter lange Fische mit annähernd zylindrischem Körper und stumpfem Kopf. Eine Kerbe verläuft vom Kopf bis zur Rückenflosse, die etwa in der Körpermitte sitzt und fünf Weichstrahlen aufweist. Wie die Brustflossen trägt sie nie einen Hartstrahl. Eine kleine Fettflosse kann vorhanden sein. Die Afterflosse ist mit 32 bis 49 Weichstrahlen lang. Die Schwanzflosse ist gegabelt. Von den drei Paaren Barteln passen die am Oberkiefer in eine Kerbe unter dem kleinen Auge. Die äußere Zahnreihe im Unterkiefer ist vergrößert und weist große Abstände auf.

## Lebensweise
Helogenes sind nachtaktive Jäger, die sich vorwiegend von Insekten ernähren. Sie besiedeln klare und Schwarzwasserflüsse in tropischen Wäldern.

## Systematik
Der Gattung werden vier Arten zugerechnet. (Stand: Oktober 2015)
- Helogenes castaneus (Dahl, 1960)
- Helogenes gouldingi Vari & Ortega, 1986
- Helogenes marmoratus Günther, 1863
- Helogenes uruyensis Fernández-Yépez, 1967